# Rhizomyia turriformis
Rhizomyia turriformis är en tvåvingeart som beskrevs av Fedotova och Vasily S. Sidorenko 2005. Rhizomyia turriformis ingår i släktet Rhizomyia och familjen gallmyggor. Inga underarter finns listade i Catalogue of Life.